# Veselin Beševliev
Veselin Ivanov Beševliev (auch Wesselin Iwanow Beschewliew geschrieben, bulgarisch Веселин Иванов Бешевлиев; * 24. Februar 1900 in Sofia; † 9. Oktober 1992 ebenda) war ein bulgarischer Klassischer Philologe.
Veselin Beševliev studierte Klassische Philologie, Slawistik und Indogermanistik, zunächst 1919 bis 1920 an der Universität Sofia, von 1920 bis 1925 dann Klassische Philologie an den Universitäten Halle, Jena und Würzburg, wo er 1925 mit der Arbeit Kritik der bisherigen Ansichten über den Gebrauch des Imperativs und des Optativs im griechischen Gebet promoviert wurde. Zurückgekehrt nach Bulgarien lehrte er Klassische Philologie an der Universität Sofia (1925 Assistent, 1929 Dozent, 1933 Professor). Parallel dazu leitete er die Abteilung Epigraphik des Nationalen Archäologischen Instituts (1958–1964) und die Arbeitsgruppe Ethnogenese der Balkanvölker des Instituts für Balkanistik der Bulgarischen Akademie der Wissenschaften (1964–1972).
Er beschäftigte sich besonders mit Epigraphik und Themen der Spätantike, der Byzantinistik, der Balkanistik und der Rezeption der Antike in Bulgarien.
Seit 1941 war er korrespondierendes Mitglied der Bulgarischen Akademie der Wissenschaften. 1970 bis 1992 war er Mitglied der Kirchenväterkommission der Berliner Akademie der Wissenschaften. 1972 erhielt er den Herder-Preis. 1974 wurde er korrespondierendes Mitglied der Sächsischen Akademie der Wissenschaften.

## Schriften (Auswahl)
- Kritik der bisherigen Ansichten über den Gebrauch des Imperativs und Optativs im griechischen Gebet. Dissertation Würzburg 1925.
- Гръцки и латински извори за вярата на прабългарите. Sofia 1929.
- mit Johannes Irmscher (Hrsg.): Antike und Mittelalter in Bulgarien. Akademie-Verlag, Berlin 1960. Berliner byzantinistische Arbeiten 21
- Die protobulgarischen Inschriften. Akademie-Verlag, Berlin 1963. Berliner byzantinistische Arbeiten 23
- Spätgriechische und spätlateinische Inschriften aus Bulgarien. Akademie-Verlag, Berlin 1964, Berliner byzantinistische Arbeiten 30
- Zur Deutung der Kastellnamen in Prokops Werk 'De aedificiis'. Hakkert, Amsterdam 1970.
- Untersuchungen über die Personennamen bei den Thrakern. Hakkert, Amsterdam 1970, ISBN 90-256-0532-X.
- Bulgarisch-Byzantinische Aufsätze. Variorum Reprints, London 1978, ISBN 0-86078-024-4.
- Die protobulgarische Periode der bulgarischen Geschichte. Hakkert, Amsterdam 1981, ISBN 90-256-0882-5.